# Bonaventure—Gaspé—Îles-de-la-Madeleine—Pabok
Pour les articles homonymes, voir Bonaventure.
Bonaventure—Gaspé—Îles-de-la-Madeleine—Pabok (aussi connu sous le nom de Gaspé—Bonaventure—Îles-de-la-Madeleine) fut une circonscription électorale fédérale de la région de Gaspésie—Îles-de-la-Madeleine au Québec. Elle fut représentée de 1997 à 2004.
La circonscription a été créée en 1996 sous le nom de Gaspé—Bonaventure—Îles-de-la-Madeleine à partir des circonscriptions de Bonaventure—Îles-de-la-Madeleine et de Gaspé. Après un changement de nom en 1997, la circonscription fut abolie en fusionnée à la circonscription de Gaspésie—Îles-de-la-Madeleine en 2003.

## Géographie
La circonscription de Bonaventure—Gaspé—Îles-de-la-Madeleine—Pabok comprenait:
- Les localités de Chandler, Gaspé, Grande-Rivière, Murdochville, New Richmond et Percé
- Les MRC de Bonaventure, La Côte-de-Gaspé, Îles-de-la-Madeleine et Pabok

## Députés
| Législature                                                                                        | Années    | Député | Député         | Parti          |
| -------------------------------------------------------------------------------------------------- | --------- | ------ | -------------- | -------------- |
| Bonaventure—Gaspé—Îles-de-la-Madeleine—Pabok issue de Bonaventure—Îles-de-la-Madeleine et de Gaspé |           |        |                |                |
| 36e                                                                                                | 1997–2000 |        | Yvan Bernier   | Bloc québécois |
| 37e                                                                                                | 2000–2004 |        | Georges Farrah | Libéral        |
| Dissoute parmi Gaspésie—Îles-de-la-Madeleine                                                       |           |        |                |                |